# 공변거리
공변거리(comoving distance)는 표준 우주론에서 우주론자들이 물체 사이의 거리를 정의하기 위하여 사용하는 거리 측정의 하나이다. 이와 밀접하게 관련된 것으로는 고유거리(proper distance)가 있다. 고유거리는 개략적으로 우주론적 시간의 특정한 순간에 멀리 떨어져 있는 물체의 위치에 해당하는데 우주의 팽창으로 인해 시간의 경과에 따라 변동하게 된다. 반면에 공변거리는 우주의 팽창을 고려하지 않아서 공간의 확장에 의하여 시간에 따라 변동하지 않는 거리이다(다만 이는 클러스터 내 은하의 움직임과 같은 다른 국부적 요인으로 인해 변경될 수 있다).
현시점에서의 공변거리와 고유거리는 동일한 것으로 정의된다. 따라서 과거와 미래의 시점에서는 우주의 팽창으로 인해 고유거리는 변경되지만 공변거리는 변하지 않는다.

## 공변 좌표

공변거리에서 우주와 우주 지평선의 진화. x축은 수십억 광년 단위의 거리이다. 왼쪽 y축은 빅뱅 이후 수십억 년 단위의 시간이다. 오른쪽 y축은 스케일 팩터이다. 이 우주 모델에는 특정 시점 이후에 가속 팽창을 일으키는 암흑 에너지가 포함되어 있으며 그 결과 우리가 볼 수 없는 사건의 지평선이 생긴다.

일반 상대성 이론을 사용하면 임의의 좌표를 사용하여 물리 법칙을 공식화할 수 있지만 일부 좌표를 선택하면 더욱 본질적이거나 계산이 더 쉽다. 공변 좌표는 이러한 본질적 좌표 선택의 한 예이다. 이러한 좌표에서는 우주를 등방성으로 인식하는 관찰자에게 일정한 공간 좌표 값을 할당한다. 이러한 관찰자는 허블 흐름과 함께 움직이기 때문에 "움직이는" 관찰자라고 한다.
공변 관찰자는 우주 마이크로파 배경 복사를 포함하여 우주를 등방성으로 지각하는 유일한 관찰자이다. 공변하지 않는 관찰자는 하늘의 영역을 체계적으로 청색 편이 또는 적색 편이를 보게 된다. 따라서 등방성 특히 우주 마이크로파 배경 복사의 등방성에 의하여 공변 좌표계라고 불리는 특별한 국지적 기준 좌표계가 정의된다. 국지적인 공변 좌표계에 대한 관찰자의 속도는 특이속도라고 한다.
은하와 같은 대부분의 큰 물질 덩어리는 거의 공변하고 있으므로 중력에 따른 인력으로 인한 특이 속도는 느리다.

공변 좌표는 공변좌표계의 프리드만 우주에서 정비례하여 팽창하는 것을 스케일 계수 a(t)로부터 분리시킨다. 이 예는 ΛCDM 모델에 대한 것이다.

공변시간 좌표는 공변 관찰자의 시계에 의하여 빅뱅 이후 경과된 시간으로 우주적 시간의 척도이다. 공변 공간 좌표는 이벤트가 발생한 위치를 알려주는 반면에 우주론적 시간은 이벤트가 발생하는 시점을 알려준다. 이들 두 좌표는 합하여 이벤트의 위치와 시간을 제공하는 완전한 좌표계를 형성한다.
공변좌표에서 공간은 일반적으로 "정적"인 것으로 기술된다. 은하계 이상의 대부분의 천체는 대략적으로 공변하고 있으며, 공변하는 천체는 정적이고 변하지 않는 공변좌표를 갖기 때문이다. 따라서 주어진 한 쌍의 공변하는 은하에 대하여 이들 사이의 고유거리는 과거에는 작았지만 공간의 팽창으로 인해 미래에는 더 커지게 되는데, 이들 사이의 공변거리는 항상 일정하게 유지된다.
팽창하는 우주는 척도인자를 가지고 있는데 이에 의하면 일정한 공변거리가 어떻게 시간이 지남에 따라 증가하는 고유거리와 조화를 이룰 수 있는지를 설명할 수 있다.

## 공변거리 및 고유거리
공변거리는 현재의 우주 시간에 정의되는 경로를 따라 측정된 두 점 사이의 거리이다. 허블 흐름과 함께 움직이는 물체의 경우에는 시간에 따라 일정하게 유지되는 것으로 간주된다. 관찰자로부터 먼 물체(예: 은하)까지의 공변거리 χ는 다음 공식으로 계산할 수 있다( 프리드만-르메트르-로버트슨-워커 계량을 사용하여 유도됨).
{\displaystyle \chi =\int _{t_{e}}^{t}c\;{\frac {\mathrm {d} t'}{a(t')}}}
여기서 a ( t ′ )는 스케일 팩터, t e는 관찰자가 감지한 광자의 방출 시간, t는 현재 시간, c는 진공에서 빛의 속도이다.
이 표현은 시간 적분인데 이 적분에 의하면, 피적분 내에서 스케일 팩터의 역수 항 {\displaystyle 1/a(t')}를 통하여 빛의 시간 의존적 공변속도를 고려함으로써 가상의 줄자 측정에 의하여 특정한 시간에 측정되는 거리 즉 아래에서 정의 되는 고유거리를 계산할 수 있다. "빛의 공변속도"는 공변좌표계를 통한 광속 [ {\displaystyle c/a(t')} ]를 의미하고 이는 비록 "국부적"으로는 시간 의존적이지만 광자의 영 측지선(null geodesic)을 따르는 임의의 지점에서 관성 프레임의 관찰자는 특수 상대성 이론에 따라 항상 {\displaystyle c}의 광속을 측정한다. 이에 대한 유도는 데이비스 & 라인위버 2004의 "부록 A: 확장 및 지평의 표준 일반 상대론적 정의", 구체적으로는 2004년 논문의 16-22면에서 찾아 볼 수 있다 [다만 해당 논문에서 축척 계수 {\displaystyle R(t')}는 거리의 차원을 가진 양으로 정의되고 반경좌표 {\displaystyle \chi }는 무차원이다].

### 정의
다수의 교과서에서 공변거리는 {\displaystyle \chi }의 기호를 사용하는데, 이 {\displaystyle \chi } 좌표는 FLRW 우주를 위한 공변좌표 시스템에서 널리 사용되는 좌표 거리  {\displaystyle r} 과 구별되어야 한다. 이 좌표계에서 메트릭은 (구형 우주의 절반에 대해서만 적용되는 축소된 원주 극좌표에서) 아래의 형태를 갖는다:
{\displaystyle ds^{2}=-c^{2}\,d\tau ^{2}=-c^{2}\,dt^{2}+a(t)^{2}\left({\frac {dr^{2}}{1-\kappa r^{2}}}+r^{2}\left(d\theta ^{2}+\sin ^{2}\theta \,d\phi ^{2}\right)\right).}
이 경우 공변좌표 거리 {\displaystyle r} 은 아래와 같이 {\displaystyle \chi }에 관련되어 있다:
{\displaystyle \chi ={\begin{cases}|\kappa |^{-1/2}\sinh ^{-1}{\sqrt {|\kappa |}}r,&{\text{if }}\kappa <0\ {\text{(음의 곡률을 갖는 '쌍곡선'  우주)}}\\r,&{\text{if }}\kappa =0\ {\text{(공간적으로 편평한 우주)}}\\|\kappa |^{-1/2}\sin ^{-1}{\sqrt {|\kappa |}}r,&{\text{if }}\kappa >0\ {\text{(양의 곡률을 갖는 '구형' 우주)}}\end{cases}}}
대부분의 교과서와 연구 논문에서는 공변하는 관찰자 사이의 공변거리를 시간에 관계없이 고정된 불변량으로 정의하고, 이들 사이의 동적이고 변화하는 거리를 "고유거리"라고 부른다. 이 용법에서 공변거리와 고유거리는 현재의 우주 시에서는 수치적으로 동일하지만 과거와 미래에는 다르게 된다. 은하까지의 이동 거리가  {\displaystyle \chi }로 표시되면, 임의의 시간에 {\displaystyle t} 에 의해 고유거리 {\displaystyle d(t)}는 {\displaystyle d(t)=a(t)\chi } 에 의하여 간단히 주어진다. 여기서 {\displaystyle a(t)}는 스케일 팩터 (예: 데이비스 & 라인위버 2004)이다. 시간 t에서 두 은하 사이의 고유거리 {\displaystyle d(t)}는 그 시간에 눈금자에 의하여 측정되는 거리이다.

### 고유거리의 사용

고유거리에서 우주와 그 지평의 진화. x축은 수십억 광년 단위의 거리이다. 왼쪽 y축은 빅뱅 이후 수십억 년 단위의 시간이다. 오른쪽 y축은 스케일 팩터이다. 이것은 앞의 그림과 같은 모델에 암흑 에너지와 사건의 지평선을 추가한 것이다.

우주론적 시간은 고정된 공변 공간 즉 국지적 공변 프레임에 있는 관찰자에 의하여 국지적으로 측정된 시간과 동일하다. 고유거리는 또한 가까운 물체에 대해 공편 프레임에서 국지적으로 측정된 거리와 동일하다. 두 개의 멀리 있는 물체 사이의 고유거리를 측정하기 위해서는 두 물체 사이에 직선으로 움직이는 많은 관찰자가 있어 모든 관찰자가 서로 가까이 있고 두 개의 멀리 있는 물체 사이에 체인을 형성한다고 상상한다. 이 모든 관찰자들은 동일한 우주적 시간을 가져야 한다. 각 관찰자는 체인에서 가장 가까운 관찰자까지의 거리를 측정하고 체인의 길이, 즉 가까운 관찰자 사이의 거리의 합이 전체의 고유거리이다.
모든 관찰자가 동일한 우주적 시간을 갖는다는 것은 우주론적 의미에서의 공변거리와 고유거리의 정의에서 (특수 상대성 이론에서의 고유거리의 반대로) 중요하다. 예를 들어, 직선을 따라 거리를 측정하거나 두점 사이의 공간적 측지선을 따라 측정하는 경우, 두 점 사이에 위치한 관찰자는 측지선 경로가 자신의 세계선을 교차할 때 다른 우주학적 시간을 갖게 되므로 이 측지선을 따라 거리를 계산할 때는 우주론적 공변거리 또는 고유거리를 올바르게 측정하지 못하게 된다. 공변거리와 고유거리는 특수 상대성 이론에서의 거리 개념과 같은 개념이 아니다. 이 점은 두 종류의 거리가 모두 측정될 수 있는, 질량이 없는 우주라는 가상적인 경우를 고려하면 알 수 있다. FLRW 계량에서 질량 밀도가 0으로 설정되면(즉 비어 있는 '밀른 우주') 이 계량을 작성하는 데 사용된 우주 좌표계는 특수 상대성 이론의 민코프스키 시공간의 비관성 좌표계가 되는데, 여기서  일정한 민코프스키 고유시간 τ의 표면은 민코프스키 다이어그램에서 쌍곡선으로 표시된다. 이 경우, 우주적 시간 좌표에 따라 동시적인 두 사건의 경우, 우주적 고유거리의 값은 이러한 동일한 사건 사이의 고유 길이와 같은 거리가 되지 않고, 단지 민코프스키 다이어그램에서 이벤트 사이의 직선(그리고 직선은 평평한 민코프스키 시공간에서 측지선) 또는 이들이 동시가 되는 관성 좌표게에서 이벤트 사이의 좌표 거리가 된다.
만일 고유거리의 변화를, 변화가 측정된 우주론적 시간 간격으로 나누거나 또는 우주론적 시간에 대한 고유거리의 도함수를 취하여 이것을 "속도"라고 부른다면, 결과적으로 은하 또는 퀘이사의 "속도"는 광속 c 보다 더 빠를 수 있다. 이러한 초광속 팽창은 특수 상대성 이론이나 일반 상대성 이론 등의 물리 우주론에서 사용되는 정의와 상충되는 것은 아니다. 이러한 의미에서 빛 자체도 c 의 "속도"를 갖지 않고, 모든 물체의 총 속도는 다음과 같이 표현할 수 있다. {\displaystyle v_{\text{tot}}=v_{\text{rec}}+v_{\text{pec}}}, 여기서 {\displaystyle v_{\text{rec}}}는 우주 팽창으로 인한 후퇴 속도(즉 허블의 법칙에 의해 주어진 속도), {\displaystyle v_{\text{pec}}}는 국지적 관찰자에 의해 측정되는 "특이속도"이다( {\displaystyle v_{\text{rec}}={\dot {a}}(t)\chi (t)} 및 {\displaystyle v_{\text{pec}}=a(t){\dot {\chi }}(t)}, 여기서 점은 1차 도함수를 나타낸다). 따라서 빛의 경우에 {\displaystyle v_{\text{pec}}}는 c (빛이 원점에서 우리의 위치를 향해 방출되는 경우 - c 이고 우리로부터 멀리 방출되는 경우 + c )와 동일하지만 전체 속도 {\displaystyle v_{\text{tot}}}는 일반적으로 c 와 상이하다. 특수 상대성 이론에서도 빛의 좌표 속도는 관성 프레임에서만 c 로 보장되고 비관성 프레임에서 좌표 속도는 c 와 다를 수 있다. 일반 상대성 이론에서 곡선인 시공간의 넓은 영역에 대하여 "관성"인 좌표계는 존재하지 않지만, 곡선인 시공간의 임의 지점의 근처에서 국지적 광속이 c 인 국소 관성좌표계를 정의할 수 있고, 여기서 별이나 은하와 같은 질량이 큰 물체는 항상 c 보다 작은 국부 속도를 가진다. 멀리 있는 물체의 속도를 정의하는 데 사용되는 우주론적 정의는 좌표에 따라 달라지는데, 일반 상대성 이론에서 먼 물체 사이의 속도에 대하여 일반적인 좌표 독립적인 정의는 존재하지 않는다. 광속 이상의 속도에서 대 규모적으로 우주의 팽창이 높은 확률로 진행하고 있거나 적어도 진행하였다라는 점을 어떻게 설명하고 대중화하는 것에 대해서는 작은 논쟁이 발생되었다. 이중에서 하나의 관점은 〈데이비스 & 라인위버, 2004년〉에 제시되어 있다.

### 단거리 대 장거리
짧은 거리와 짧은 여행 내에서는 여행 중의 우주의 팽창은 무시할 수 있다. 이는 비상대론적 이동 입자의 경우 두 점 사이의 이동 시간은 두점 사이의 고유거리(즉, "현재" 시점이 아닌 여행 시점에서, 우주의 스케일 팩터를 이용하여 측정된 공변거리)를 입자의 속도로 나눈 값이 되기 때문이다. 만일 입자가 상대론적 속도로 움직이는 경우에는 일반적인 시간 지연에 대한 상대론적 보정이 이루어져야 한다.

## 같이 보기
- 다른 거리 측정과 비교하기 위한 거리 측정 (우주론).
- 우주 팽창
- 초광속, 멀리 있는 은하의 빛보다 빠른 겉보기 움직임.
- 프리드만-르메트르-로버트슨-워커 계량
- 적색편이, 적색편이와 공변거리의 관계.
- 우주의 모양

## 추가 자료
- 《중력과 우주론: 일반 상대성 이론의 원리와 응용》. 스티븐 와인버그. 출판사: Wiley-VCH (1972년 7월). ISBN 0-471-92567-5.
- 《물리 우주론 원리》. P. J. E. 피블스. 출판사: Princeton University Press (1993). ISBN 978-0-691-01933-8.